# Dirona
Dirona MacFarland, 1905 è un genere di molluschi nudibranchi, unico genere della famiglia Dironidae.

## Tassonomia
Il genere comprende le seguenti specie:
- Dirona akkeshiensis Baba, 1957
- Dirona albolineata MacFarland, 1905
- Dirona pellucida Volodchenko, 1941
- Dirona picta MacFarland, 1905 - specie tipo